# Hanna Schygulla
Hanna Schygulla (Königshütte, Felső-Szilézia, (ma: Chorzów, Lengyelország), 1943. december 25. –) német színésznő.

## Élete
Főiskolai tanulmányait a Müncheni Egyetemen végezte, ahol germanisztikát és romanisztikát tanult. Ezután a Fridl Leonhard Stúdióban színitanulmányokat folytatott.
A müncheni Action Színház színésze volt. Rainer Werner Fassbinderrel megalapította az antiszínházat. 1971-ben Peer Raben rendezőasszisztense volt.
1981 óta Párizsban él.

## Filmjei
- A szerelem hidegebb a halálnál (1969)
- Vadászjelenetek Alsó-Bajorországban (1969)
- A digó (1969)
- A vőlegény, a komédiásnő és a strici (1969)
- A vendégmunkás (1969)
- Baal (1969)
- A dögvész istenei (1969)
- Whity (1970)
- Niklashauseri utazás (1970)
- Az ingolstadti úttörők (1970)
- Mathias Kneissl (1970)
- A kávéház (1970)
- Óvakodj a szent kurvától (1971)
- Rio das Mortes (1971)
- Jacob von Gunten (1971)
- A zöldségkereskedő (1971)
- Petra von Kant keserű könnyei (1972)
- Forgó (1972)
- Nyolc óra nem egy nap (1972)
- Fontane Effi Briest (1974)
- Téves mozdulat (1975)
- Egy bohóc nézetei (1975)
- A néma (1975)
- Die Dämonen, tévésorozat (1977)
- Az öregúr visszatérése (1977)
- Letartóztatás utáni vallomások (1978)
- A nagy megbízhatatlan (1978)
- A harmadik generáció (1979)
- Maria Braun házassága (1979)
- Berlin, Alexanderplatz, tévésorozat (1980)
- Lili Marleen (1981)
- A hamisítvány (1981)
- A postakocsi (1982)
- Passiójáték (1982)
- Antonieta (1982)
- A kő története (1982)
- Piera története (1983)
- Szerelem Németországban (1983)
- Józan őrület (1983)
- A jövő a nő (1984)
- Nagy Péter (1986)
- Barnum (1986)
- Delta Force (1986)[8]
- Kétségbeesve keresem Lulut (1987)
- Casanova (1987)
- Miss Arizona (1988)
- Ábrahám aranya (1989)
- Catherine C. kalandjai (1990)
- Meghalsz újra (1991)
- Gólem, a száműzetés szelleme (1992)
- Varsó (1992)
- A kővé meredt kert (1993)
- Az olajág (1993)
- Madame Bäurin (1993)
- Kis örömök (1993)
- Nemcsak azt akarom, hogy szeressenek (1993)
- Hé, idegen! (1994)
- Pakten (1995)
- A filmrendezők éjszakája (1995)
- Milim (1996)
- Lea (1996)
- La nina de tus ojos (1998)
- Angelo nero (1998)
- Werckmeister harmóniák (2000)
- Janela da Alma (2001)
- Ígéretek földje (2004)
- Vendredi ou un autre jour (2005)
- Kék határ (2005)
- Téli utazás (2006)
- A másik oldalon (2007)
- Szegény párák (2023)

## Díjai
- Német Filmdíj (1971, 1975, 1979)
- berlini Ezüst Medve díj (1979)
- cannes-i legjobb női alakítás díja (1982)
- Bambi-díj (1984)
- Arany Kamera díj (1987)